# Rrogozhinë
Rrogozhinë je město v Albánii, v okresu Kavajë, kde žije zhruba 5 000 obyvatel. Město je významným bodem na budované dálnici, vedoucí z Tirany na jih země, rovněž je zde i železniční zastávka na trati vedoucí stejným směrem. Sídlí zde fotbalový tým KS Egnatia Rrogozhinë. Leží ve vzdálenosti 23 km od Jaderského moře a nachází se ve výšce pouhých 24 m n. m.
Roku 2015 byla Rrogozhinë spojena s dalšími obcemi Gosa (4120 obyvatel), Kryevidh (4662 obyvatel), Lekaj (5126 obyvatel) a Sinaballaj (1191 obyvatel), takže má celkem asi 22.000 obyvatel.